# Assurance de prêt
 (mai 2014).
Ne doit pas être confondu avec Assurance crédit.
L'assurance de prêt ou assurance emprunteur est une garantie demandée par les prêteurs (les banques) lors d'une demande de prêt. Cette assurance permet de couvrir les risques de défaut de paiement quelles que soient leurs causes, ce qui explique qu'elle soit ainsi exigée. Elle comporte des garanties couvrant les risques d'incapacité, d'invalidité, voire de perte d'emploi.
Elle n'est pas légalement obligatoire, mais exigée dans la quasi-totalité des cas.

## Principes généraux
La souscription d'un emprunt nécessite un plan de financement qui présente les dépenses et les recettes. Les emprunts se remboursent souvent sur une longue durée, notamment les crédits immobiliers.
L'« assurance emprunteur » permet de faire face à l'échéance du prêt, même si l'emprunteur tombe malade ou décède durant la période de remboursement du prêt.

## Les garanties
La garantie de base est la garantie Décès (DC) : en cas de décès de l'emprunteur, l'assurance réglera le capital restant dû lié au prêt. En complément s'y ajoute la Perte Totale et Irréversible d'Autonomie (PTIA) : invalidité 3e catégorie nécessitant l'assistance d'une tierce personne pour effectuer les actes de la vie quotidienne.
Les autres garanties sont l'incapacité totale de travail (ITT) et l'invalidité permanente totale (IPT). L'emprunteur est considéré en état d'ITT s'il est dans l'incapacité d'exercer sa profession et s'il n'exerce aucune autre activité rémunératrice.
Certains contrats considèrent l'incapacité d'exercer « toute profession », et permettent à l'assureur de contester plus facilement la prise en charge. Enfin, même si après une stabilisation de son état à la suite d'un accident ou d'une maladie, l'emprunteur est dans un état d'invalidité supérieur ou égal à 66 %, l'emprunteur est considéré en IPT.
L'emprunteur peut également choisir une option de garantie d'invalidité permanente partielle, semblable à l'IPT mais avec un taux d'invalidité compris entre 33 % et 66 % (peut être revu par l'assurance).

## Emprunt en couple
Si un couple prévoit d'emprunter, il peut choisir la part (la quotité) d'assurance à affecter à chaque personne.
Plusieurs combinaisons sont possibles, par exemple en fonction des revenus de chaque emprunteur.

## Comparateur
Le recours à un comparateur en ligne qui présente les différents frais bancaires par établissement, en incluant le coût de l'assurance-crédit s'est développé dans les années 2010. Les associations de consommateur proposent des outils de ce type.

## Maladie
Chaque assurance de prêt demandant un questionnaire médical, certains malades rencontrent des difficultés pour s'assurer. La « Convention AERAS » permet de trouver une solution d'assurance en cas de refus de l'assureur (niveau 1).

## Législation en France
Ce produit d'assurance est très souvent inclus dans le contrat de prêt, si bien que 37 % des Français ignorent qu'ils peuvent faire appel, depuis le 1er septembre 2010, à un autre organisme que celui proposé par l'établissement de crédit prêteur.
Les associations de consommateurs en ont fait un cheval de bataille, en particulier depuis 2007, l'UFC Que Choisir réclame une ouverture à la concurrence du marché de l'assurance emprunteur, estimant que cette action a ensuite permis les avancées législatives suivantes :
- en 2010, la loi portant réforme du crédit à la consommation (dite loi Lagarde)[7];
- en 2014, la loi relative à la consommation (dite loi Hamon)[7],
- en 2018, l'amendement dit "Bourquin"[7] ;
- en 2022, la loi Lemoine.

Depuis 2014, l'assurance emprunteur souscrite en même temps qu'un crédit peut être remplacée par une assurance emprunteur équivalente, dans les douze mois suivant la signature du contrat.
Les contrats comportant une clause de renouvellement annuel sont résiliables chaque année comme le prévoit la loi Châtel de 2005. À défaut, l'assurance emprunteur n'est pas résiliable une fois souscrite, sauf dans cette période de douze mois suivant la signature du contrat de crédit.
Depuis le 1ᵉʳ janvier 2018, tous les contrats d'assurance emprunteur sont résiliables une fois par an.

### Loi portant mesures urgentes de réformes à caractère économique et financier (2001)
La loi portant mesures urgentes de réformes à caractère économique et financier (MURCEF) est votée en juillet 2001. Elle introduit des mesures de clarification des tarifications de services par les banques à leurs clients. Elle interdit notamment la vente liée de crédit et d'assurance crédit.

### Loi pour le développement de la concurrence au service des consommateurs (2008)
La loi pour le développement de la concurrence au service des consommateurs, votée le 28 janvier 2005 et entrée en application en 2008, entend protéger le consommateur envers n'importe quel organisme de vente avec lequel le consommateur aurait un lien contractuel. Elle porte sur la résiliation d'un contrat. En effet, la loi dispose qu'un professionnel prestataire de services doit informer son client entre 1 et 3 mois avant la date limite de résiliation de la possibilité qu'il a de ne pas renouveler le contrat qu'il a conclu avec une clause de renouvellement automatique.

### Loi portant réforme du crédit à la consommation (2010)
La loi portant réforme du crédit à la consommation transpose en droit national les dispositions de la directive de l'Union européenne de 2008 sur le crédit à la consommation.
Elle intervient principalement dans le domaine du crédit en mettant en place une fiche standardisée que le distributeur, établissement de crédit ou intermédiaire en opérations de banque et en services de paiement (IOBSP) doit remettre à son client qui fait une demande de crédit. Cette fiche doit récapituler les caractéristiques principales de l'emprunt, mais également les besoins en assurance du client.
Avec cette fiche standard, l'emprunteur pourra alors plus facilement chercher, et choisir s'il le désire, de prendre une assurance chez un autre organisme que la banque. Cette dernière ne pourra refuser cette délégation d'assurance si le contrat d'assurance tiers est au minimum équivalent en garanties aux besoins spécifiés sur la fiche standardisée. La banque ne peut non plus proposer un taux de crédit plus attractif à la condition que l'emprunteur choisisse l'assurance qu'elle lui propose. Les banques pouvaient néanmoins choisir de ne pas accorder de crédit aux personnes choisissant une assurance emprunteur extérieure, ce qui leur a permis de conserver une part de marché d'environ 80 % sur les assurances emprunteurs.

### Loi relative à la consommation (2014)
La loi relative à la consommation apporte davantage de liberté aux consommateurs dans le cadre de la résiliation d'assurance. Pour tout contrat souscrit après le 26 juillet 2014, les emprunteurs peuvent changer pendant les 12 premiers mois à tout moment et sans frais leur contrat d'assurance emprunteur. Cette réforme vient ouvrir un marché encore monopolisé par les banques qui imposent de fortes marges de distribution, plus de 80 % des parts de marché. Le changement d'assurance permet d'économiser en moyenne 10 000 € et de bénéficier de contrats mieux couverts, permettant des garanties aussi bien pour l'invalidité, le chômage et le décès, mais aussi pour les nouvelles maladies ayant le droit à leurs propres clauses comme les maladies des vertèbres, ou encore les troubles psychiques.
Pour rendre effective une demande de changement d'assurance emprunteur, les garanties du nouveau contrat proposé doivent être obligatoirement équivalentes ou supérieures à celles présentes sur le premier contrat. À défaut, la banque peut ne pas accepter ce changement et son refus sera valide. La banque doit justifier son refus par écrit à l'emprunteur.

### Loi 2017-203 du 22 février 2017
Ce texte va encore plus loin que la loi précédemment évoquée (Loi 2010-737) car à partir du 01/01/2018, la loi Sapin 2, dite aussi loi du 21 février 2017, autorise les consommateurs à résilier leur contrat d'assurance de crédit immobilier à chaque date anniversaire et non plus uniquement pendant la première année qui suit la signature de l'offre de prêt.
Ce changement profond ouvre la possibilité à toutes les personnes ayant un crédit immobilier en cours de pouvoir changer d'assurance. La substitution est possible à condition de proposer une assurance couvrant au moins les mêmes garanties que celles du contrat initial, dans le cas contraire la banque peut refuser la substitution d'assurance. Cette ouverture totale à la concurrence entraîne la diminution du coût des assurances emprunteur.
Elle a donc été confirmée par une décision du Conseil constitutionnel, le 12 janvier 2018, balayant la résistance des banques françaises à cette évolution, au motif de l'intérêt général, source d'un meilleur équilibre contractuel. Un nouvel amendement est prévu en 2021 pour venir clarifier la date de résiliation et renforcer les sanctions contre les abus des organismes prêteurs.
Depuis le 1ᵉʳ janvier 2018, chaque emprunteur peut ainsi renégocier annuellement le coût de son assurance crédit avec sa banque.